# Haliclona nishimurai
Haliclona nishimurai är en svampdjursart som beskrevs av Tanita 1977. Haliclona nishimurai ingår i släktet Haliclona och familjen Chalinidae. Inga underarter finns listade i Catalogue of Life.